# عاقل‌جیک (امیرداغ)
عاقل‌جیک (به ترکی استانبولی: Ağılcık) یک منطقهٔ مسکونی در ترکیه است که در امیرداغ واقع شده‌ است.